# دان باري
دان باري (بالإنجليزية: Dan Barry)‏ هو فنان قصص مصورة أمريكي، ولد في 11 يوليو 1923 في لونغ برانش في الولايات المتحدة، وتوفي في 25 يناير 1997.